# Îndrăgostită de un masai
„Die Weisse Massai”, tradus în limba română „Îndrăgostită de un masai”, este un film bazat pe o carte autobiografică. Corinne Hofmann, autoarea cărții, devenită în film personajul principal Carola (interpretat de actrița germană Ninna Hoss), nu bănuiește că viața ei va lua o turnură decisivă când pune pentru prima dată piciorul pe pământ african.

## Povestea filmului
„Îndrăgostită de un masai” este un film despre diferențele de cultură și curajul de a ți le asuma, atunci când iubești, indiferent de consecințe. 
Carola, de origine elvețiană, pleacă în excursie alături de iubitul ei în îndepărtata Kenya. Este suficientă privirea pătrunzătoare a războinicului-masai Lemalian (interpretat de Jacky Ido), pentru ca ea să renunțe, împotriva oricărei rațiuni, la viața ei din Elveția, la iubitul ei, la cultura sa, la afacerile profitabile. În câteva luni, Carola își desprinde ancorele din Europa, pentru a se aventura într-o lume nouă. Se mută în mijlocul sălbăticiei, în patria tribului Samburu,lângă marea ei dragoste africană, unde cunoaște atât raiul, cât și iadul. Pelicula dezvăluie pitorescul culturii samburu prin veșminte și bijuterii, dans și obiceiuri la vremea nunții și a botezului, consumarea de sânge proaspăt de capră, evitarea atingerii persoanelor despre care se crede că sunt blestemate etc. Carola trăiește ani plini de aventură, ani de dragoste, dar și de renunțări și probleme fără sfârșit. Bolile care îi amenință viața, foametea, comportamentul lui Lemanian dominat de o gelozie exagerată, fac din ce în ce mai imposibilă viața de cuplu a celor doi.
1. ↑   http://www.imdb.com/title/tt0436889/, accesat în 13 aprilie 2016 Lipsește sau este vid: |title= (ajutor)
2. 1 2   http://www.filmaffinity.com/en/film343878.html, accesat în 13 aprilie 2016 Lipsește sau este vid: |title= (ajutor)
3. ↑  Filmportal.de
4. 1 2 3 4   http://www.imdb.com/title/tt0436889/fullcredits, accesat în 13 aprilie 2016 Lipsește sau este vid: |title= (ajutor)
5. ↑   http://www.kinokalender.com/film5281_die-weisse-massai.html, accesat în 25 decembrie 2017 Lipsește sau este vid: |title= (ajutor)